# Fanny Allen
Frances Margaret Allen, dite Fanny Allen (13 novembre 1784 – 10 septembre 1819) semble avoir été la première femme née en Nouvelle-Angleterre à devenir religieuse catholique romaine.

## Biographie
Fanny Alle est née à Sunderland dans une famille anglicane du Vermont. Elle était la fille ainée d'Ethan Allen et de sa seconde épouse, la veuve Frances Allen Brush Buchanan Allen et n'avait que quatre ans lorsque son père mourut le 12 février 1789, sa mère se remaria avec le médecin Jabez Penniman en 1794.
À 21 ans Frances demanda la permission à ses parents d'aller à Montréal pour étudier le français. Ils y consentirent mais exigèrent auparavant qu'elle se fasse baptiser par le révérend Daniel Barber, prêtre anglican de Claremont dans le New Hampshire.
Elle devient novice des Sœurs de la Congrégation de Notre-Dame à Montréal en 1807 et se convertit au catholicisme romain. Selon son propre témoignage, elle se serait convertie après une expérience surnaturelle. Ses parents décidèrent de la retirer rapidement du couvent et tentèrent de la détourner de sa nouvelle religion, elle accepta alors d'attendre un an avant d'officialiser sa conversion.
Un an après elle retourna à Montréal et entra à l'Hôtel-Dieu, et rendit sa conversion religieuse officielle le 18 mai 1811 et devint religieuse aux Hospitalières de Saint-Joseph et la première femme de Nouvelle-Angleterre de naissance à devenir religieuse.
Elle a passé le reste de sa vie à soigner les malades et les indigents, notamment lors de la guerre anglo-américaine de 1812, et mourut de la tuberculose le 10 septembre 1818 à l'Hôtel-Dieu à 34 ans.

## Héritage
Le Fanny Allen Hospital à Colchester dans le Vermont fut construit en 1879 et géré par son ordre, les Sœurs de Saint-Joseph, appelé ainsi en son honneur.

## Sources
- (en) Who Was Who in America: Historical Volume, 1607-1896 (Chicago: Marquis Who's Who, 1967).

- (en) Cet article est partiellement ou en totalité issu de l’article de Wikipédia en anglais intitulé « Fanny Allen » (voir la liste des auteurs).